# فتح تونس (۱۵۷۴)

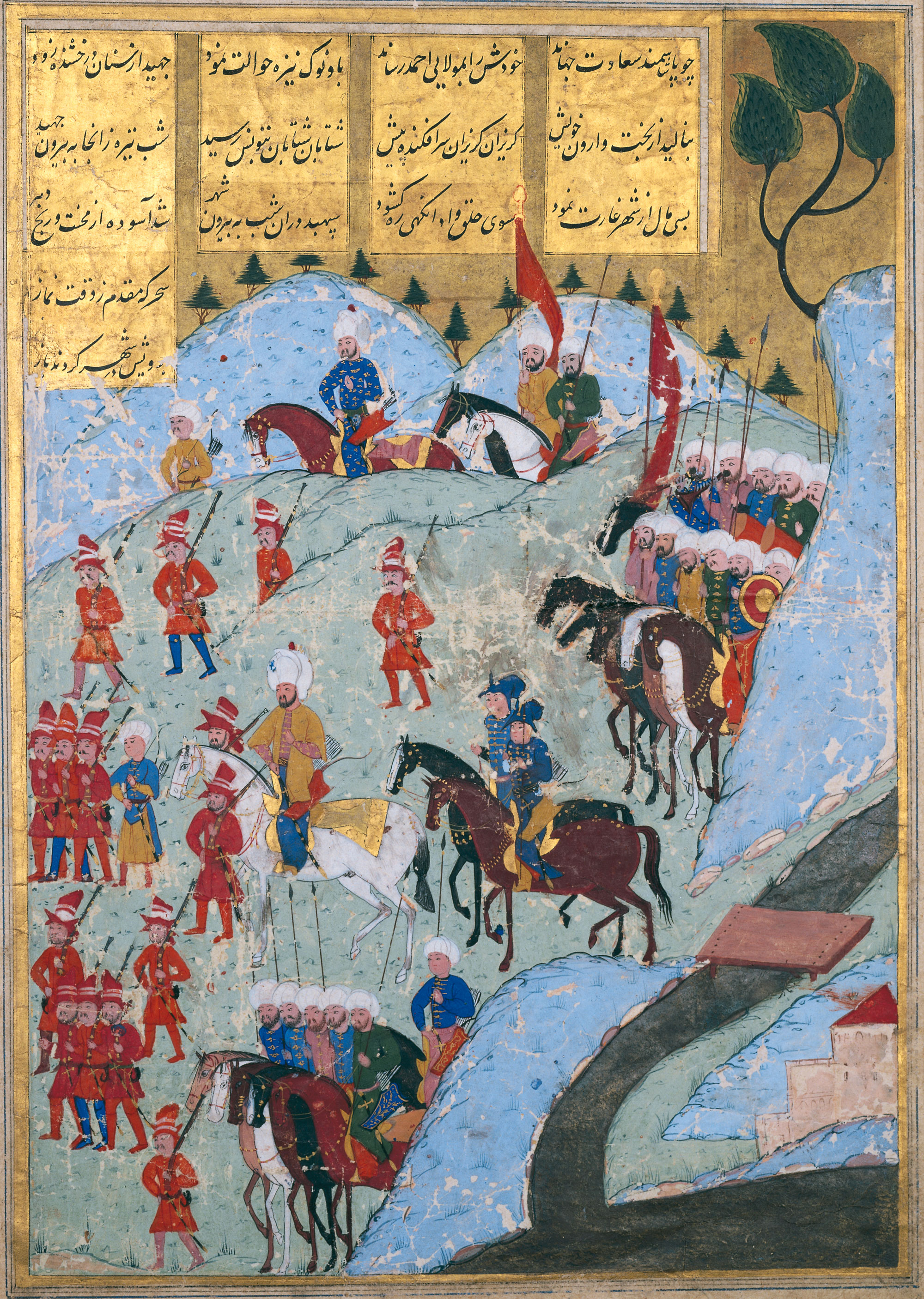
سپاهیان عثمانی (حدود ۵۰۰۰ ینی‌چری) و نیروهای کابیل به رهبری پاشای الجزایر، در سال ۱۵۶۹ به سمت تونس لشکر کشیدند.

فتح تونس (ترکی استانبولی: Tunus'un Fethi) در سال ۱۵۷۴ فتح تونس و پیروزی نهایی توسط امپراتوری عثمانی بر امپراتوری اسپانیا بود. این نبرد واقعه‌ای بسیار مهم بود زیرا پس از آن آفریقای شمالی از سلطه مسیحیان خارج و تحت تسلط مسلمانان درآمد. همچنین به فتوحات اسپانیا در آفریقای شمالی که در سال ۱۴۹۷ تحت سلطنت کاتولیک اسپانیا آغاز شده بود خاتمه داد. تصرف تونس در سال ۱۵۷۴ چیرگی امپراتوری عثمانی در مغرب شرقی و مرکزی را تثبیت کرد.
تونس در ابتدا در زمان بارباروس خیرالدین پاشا در سال ۱۵۳۴ توسط عثمانی فتح شد. اما در سال بعد، چارلز پنجم امپراتور مقدس روم یک لشکرکشی بزرگ را آغاز کرد و به نوبه خود آن را تصرف کرد. بیگ الجزایر اولوج علی پاشا تونس را در سال ۱۵۶۹ برای امپراتوری عثمانی تصرف کرد، اما پس از پیروزی مسیحیان در سال ۱۵۷۱ در نبرد لپانتو، جان اتریشی موفق شد تونس را در اکتبر ۱۵۷۳ تصرف کند.
در سال ۱۵۷۴ ویلیام خاموش و شارل نهم پادشاه فرانسه، از طریق سفیر تلاش کردند تا حمایت سلطان سلیم دوم حاکم عثمانی را بدست آورند تا جبهه جدیدی علیه فیلیپ دوم پادشاه اسپانیا باز کند. سلطان سلیم دوم از طریق یک پیک، که می‌کوشید هلندی‌ها را با شورشیان موریسکوس اسپانیا و دزدان دریایی الجزایر در تماس قرار دهد، پشتیبانی خود را اعلام کرد. سلیم همچنین در پاییز ۱۵۷۴ ناوگان بزرگی برای حمله به تونس فرستاد و بدین ترتیب موفق شد فشار اسپانیا را بر هلندی کاهش دهد.